# أبو حبة (معرة النعمان)
أبو حبة قرية سورية تتبع ناحية حيش في منطقة معرة النعمان في محافظة إدلب. بلغ عدد سكانها 517 نسمة في عام 2004 حسب إحصاء المكتب المركزي للإحصاء.